# السيدة بريل
«السيده بريل» هي قصة قصيرة لكاثرين مانسفيلد (1888-1923).  نُشِرَت لأول مرة في أثينا في 26 نوفمبر 1920، وأعيد طبعها الاحقًا في The Garden Party and Other Stories.

## تلخيص القصة
السيدة بريل معلمة لغة إنجليزية تعيش بالقرب من الحدائق العامة في مدينة فرنسية. يتم سرد القصة للسيدة بريل بعد ظهر يوم الأحد المعتاد، والذي تمضيه في المشي والجلوس في الحديقة.
تبدأ القصة بالسيدة بريل بعد قرارها لارتداء فراءها قبل ذهابها للحديقة. عند وصولها لاحظت أن هناك عددًا أكبر من المتنزهين مقارنة في يوم الأحد الماضي، وأن الفرقة الموسيقيه تبدو أكثر حماس لأن الموسم بدأ. تراقب السيدة بريل من حولها بخلسه، «تستمع لهم وتتظهر بانها لاتهتم لحديثهم».
ترى السيدة بريل العالم كالمسرحية: تعتبر محيطها كمشهد تصوير، وهي ومن حولها بالحديقة ممثلين. كما انها تتخيل أن أداء الفرقة الموسيقيه يتوافق مع أحداث الحديقة ويتم تسلط الضوء عليها. عندما تبدا الفرقة الموسيقيه بعزف أغنية جديدة، تتخيل ان كل شخص في الحديقة يشارك في الغناء.
يصلا شابان ويجلسا في مقعد السيدة بريل. ترى السيدة بريل أنهم انيقي المظهر واعتبرتهم انهم «البطل والبطلة» في المسرحية. بينما كانت السيدة بريل تستمع لحديثهم يبدا الصبي بالحديث عن السيدة بريل بملاحظة وقحه كونها «شيئًا غبيًا قديمًا»، وتوافقه الفتاة بالقول «إن فراءها مضحك».
في أيام الاحد اعتادت السيدة بريل ان تتوقف عند المخبز، لكن في هذا اليوم بالذات ذهبت مباشرة إلى منزلها. بينما كانت تعيد فراءها إلى الصندوق، توهمت السيدة بريل أنها تسمع شيئا يبكي.

## تحليل

### وجهة النظر
تم سرد القصة «السيدة بريل» بضمير الغائب.

### رموز القصة
- الفراء - حياة الفراء تشبه حال السيدة بريل: يتم إخراجه من مقره الصغير المظلم (الصندوق) إلى مكان عام، فقط ليتم إعادته مرة أخرى إلى صندوقه الوحيد عند نهاية القصة.[3] تشير السيدة بريل إلى الفرو باعتبارها انه مغامرة مشوقه، على الرغم من أن حياتها الخاصة وحيدة.
- قبعة الفرو - حالة تعفن الفرو الذي كان ذات يوم بحاله جيده ويتناسق مع الوان أولئك الذين يجلسون على مقاعد الحديقة، يشبه حال السيدة بريل.
- الفرقة الموسيقيه (الأوركسترا) — تظهر مشاعر السيدة بريل في الاغنيه التي ترددها الأوركستر [4]

### الفكرة الرئسية
- الوحدة
- الوهم مقابل الواقع
- الشباب والعمر
- الرفض
- العزلة
- الابعاد

### أهمية أدبية
تم كتابة القصة في وضع عصري، ضمير الغائب، دون هيكل محدد

## الحواشي
1. ↑  Thomas J. Schoenberg and Lawrence J. Trudeau، المحرر (2005). "Katherine Mansfield". galenet.galegroup.com. مؤرشف من الأصل في 2019-12-11. اطلع عليه بتاريخ 2011-10-23.
2. ↑  Katherine Mansfield, Selected Stories, Oxford World's Classics, explanatory notes
3. ↑  Peter Thorpe (8 مايو 2005). "Teaching Miss Brill". College English.com. ج. 23 ع. 8: 661–663. DOI:10.2307/373778. JSTOR:373778.
4. ↑  "الأنسة بريل Miss Brill قصة قصيرة مترجمة". www.wata.cc. مؤرشف من الأصل في 2015-06-09. اطلع عليه بتاريخ 2019-11-14.

## روابط خارجية
- Full Text (New Zealand Electronic Text Centre)
- Full Text
- Full text and audio file
- Miss Brill - Annotated text aligned to Common Core Standards